# Contea di Jiaokou
La contea di Jiaokou (交口县S, Jiāokǒu XiànP) è una contea della Cina, situata nella provincia dello Shanxi e amministrata dalla prefettura di Lüliang.